# Calcio (Lombardia)
Calcio (lombardul: Cals) település Olaszországban, Lombardia régióban, Bergamo megyében. Lakosainak száma 5411 fő (2023. január 1.). Calcio Cortenuova, Pumenengo, Antegnate, Covo, Fontanella, Cividate al Piano, Rudiano és Urago d’Oglio községekkel határos.

## Népesség
A település népessége az elmúlt években az alábbi módon változott:
| Lakosok száma | 5378 | 5326 | 5411 |
|               | 2017 | 2018 | 2023 |